# Distanzradfahrt Wien–Graz–Triest
Die 1892 erstmals ausgetragene Distanzradfahrt Wien–Graz–Triest ist ein historischer Meilenstein im europäischen Radsport und steht in einer Reihe mit anderen Pionierleistungen, wie der legendären Wien–Berlin-Fahrt von 1893. Das Rennen wurde als Wien–Graz–Triest 1892 begründet und bis 1896 ausgetragen. 1895 wurde es in der Gegenrichtung mit Start in Triest über Graz nach Wien gefahren. Dieses Rennen zwischen der österreichischen Hauptstadt und der Hafenstadt Triest war mehr als ein sportlicher Wettkampf – es war ein Symbol für den technologischen Fortschritt, den Wandel in der Mobilität und die kulturelle Verbindung zwischen verschiedenen Regionen der Habsburgermonarchie.

## Die Entstehung einer visionären Idee
Im ausgehenden 19. Jahrhundert begann das Fahrrad, sich vom Statussymbol der wohlhabenden Elite zu einem praktischen Fortbewegungsmittel für breitere Gesellschaftsschichten zu entwickeln. Gleichzeitig erwuchs das Bedürfnis, die Leistungsfähigkeit und Vielseitigkeit des neuen Verkehrsmittels unter Beweis zu stellen. Die Strecke nach Triest wurde gewählt angesichts der kulturellen und wirtschaftlichen Bedeutung Triests als wichtigstem Hafen der Monarchie.

## Die Strecke: Über 500 Kilometer von der Hauptstadt zur Adria
Die Distanz führte durch einige der landschaftlich und topografisch anspruchsvollsten Gebiete der Region. Die Route begann in Wien und verlief zunächst durch die weite Ebene des Wiener Beckens. Danach führte sie durch das hügelige Alpenvorland und über die rauen, kargen Landschaften des Karsts. Der anspruchsvollste Teil wartete im letzten Drittel: steile Anstiege, raue Straßen und die letzten Kilometer hinab zur Adriaküste. Triest bot mit seiner mediterranen Kulisse einen spektakulären Zielort, der den krönenden Abschluss der Fahrt bildete.

## Der Wettkampf: Technik und Ausdauer im Mittelpunkt
Die erste Austragung der Distanzfahrt Wien–Graz–Triest fand Ende 1892 statt und zog eine Mischung aus professionellen Fahrern und ambitionierten Amateuren an. Tausende Schaulustige säumten die Strecke und feierten die Teilnehmer, die unter den damaligen technischen Bedingungen beeindruckende Leistungen vollbrachten. Die Fahrräder jener Zeit bestanden aus schweren Stahlrahmen, waren mit primitiven Bremsen ausgestattet und hatten schmale, oft anfällige Reifen – alles Faktoren, die die Herausforderung der Fahrt noch verstärkten.
Der Gewinner der ersten Austragung war der Wiener Radrennfahrer Josef Sobotka, der das Rennen in einer bemerkenswerten Zeit von 29 Stunden absolvierte. Seine Leistung wurde zu einem Symbol für den Aufstieg des Fahrrads als modernes, zuverlässiges Verkehrsmittel. Das Rennen Wien–Graz–Triest wurde zum Ausgangspunkt einer sportlichen und organisatorischen Entwicklung des Radsports in Österreich.

## Bedeutung und Vermächtnis
Die Distanzradfahrt Wien–Graz–Triest war nicht nur ein sportlicher Erfolg, sondern auch ein kulturelles Ereignis, das die Wahrnehmung des Fahrrads nachhaltig veränderte. Sie unterstrich den Fortschritt und die Modernität der Habsburgermonarchie und stellte die Verbindung zwischen Stadt und Küste, Kultur und Wirtschaft, Fortschritt und Tradition in den Mittelpunkt.
Triest als Zielort hatte eine besondere symbolische Bedeutung: Als „Tor zur Welt“ der Monarchie repräsentierte die Stadt die internationale Ausrichtung und die wirtschaftliche Stärke der Region. Wien hingegen verkörperte als Startpunkt das kulturelle und politische Zentrum des Reiches. Die Verbindung dieser beiden Pole durch die Distanzfahrt spiegelte den Geist einer Epoche wider, die von Innovation und Vernetzung geprägt war.

## Nachwirkungen
Die Distanzfahrt Wien–Graz–Triest trug entscheidend dazu bei, den Langstreckenradsport in Mitteleuropa zu etablieren und die Akzeptanz des Fahrrads als modernes Verkehrsmittel zu fördern. Sie inspirierte viele ähnliche Veranstaltungen und bleibt bis heute ein Symbol für die frühen Tage des Straßenradsports sowie für die gesellschaftliche Bedeutung technologischer Innovationen im späten 19. Jahrhundert.
In den letzten Jahren erlebte das historische Rennen eine Renaissance, indem moderne Veranstaltungen die Tradition und den Abenteuergeist der originalen Distanzfahrt aufgreifen und an die heutige Generation von Radfahrern weitergeben. So erlebt die historische Strecke 2025 eine Renaissance in Form eines Gravel-Events, bei dem Radfahrer die Originalroute auf modernen Fahrrädern in selbstunterstützter Form nachfahren. Diese Neuinterpretation hebt den ursprünglichen Geist der Pionierzeit hervor und verknüpft ihn mit aktuellen Trends des Bikepackings und des Gravel-Radsports. Teilnehmer dieser neuen Ausgabe suchen bewusst das Abenteuer und verbinden dabei sportliche Herausforderung mit einem kulturellen Erbe, das weit über den reinen Wettkampf hinausgeht. Charakteristisch für das Gravel-Event ist insbesondere der bewusste Verzicht auf aspahltierte Straßen, um wie im Original über unbefestigte Wege, Waldpfade und Schotterstraßen geführt werden. Diese Streckenführung unterstreicht den Abenteuercharakter der Fahrt und verbindet eindrucksvoll Tradition mit moderner Outdoor-Kultur.

## Palmarès
- 1892  Joseph Sobotka
- 1893 ?
- 1894  Josef Fischer
- 1895  Josef Fischer
- 1896  Joseph Sobotka